# علجية بنت بوعزيز
الأميرة علجية بنت بوعزيز بن نصر الهوّاري (بالفرنسية: Euldjia bent Bouaziz) الملقبة في قصائد معاصرة لها بعلجية الحناشيّة و سيدة الرجالة، بينما لقبها الرحالة الفرنسي بايصونال الذي عاصرها بـجان دارك الشاوية.
علجية إمرأة محاربة من عائلة أحرار الحنانشة حكام أمازيغ الشاوية شمال شرقي الجزائر خلال القرن الثامن عشر. برزت خلال الهجوم الثنائي، الذي شنه حسين بن علي باي العثماني حاكم تونس بالتحالف مع قوات بايلك الشرق بزعامة حسين بوقمية ضد والدها بوعزيز و قواته المتحالفة من أمازيغ الشاوية و عرب قرفة، حيث تولّت علجية زمام المبادرة و أدارت المعركة بحنكة في وقتٍ سقط شقيقها طرّاد قتيلا في الميدان و تشتت فرسان الحنانشة و بذلك قد حولت هزيمة الجمهورية الرعوية للحنانشة إلى إنتصار في معركة فج مراو سنة 1724 و مكنت شعبها من إستعادة آلاف رؤوس الماشية و الأبقار التي سلبت منهم خلال العدوان.

## خلفيّة تاريخية
كانت سنة 1637 مفصلية في تاريخ أسرة احرار الحنانشة، حيث خاض قائدهم خالد الصغير ثورة عارمة في ضواحي قسنطينة بعدما قام العثمانيين بقطع تجارة الأسرة مع الحامية الفرنسية في القالة، و هو ما سبّب خسائر فادحة لهم. حيث حاول العثمانيين ضرب عصفورين بحجر واحد، فمن جهة إضعاف قبضة الأسرة على قبائل هواّرة و محيط وساحل قسنطينة و من جهة أخرى طرد الفرنسيين من المنطقة.
كانت ثورة خالد الصغير من الشرق متزامنة مع ثورة يحيى الأوراسي و إخوانه من الجنوب حيث تم إتهام يحيى مفتي دار الإمارة في الجزائر و قسنطينة بالإستقلال بالرياسة و كانت هذه هي المرحلة التي شهدت إستقرار عرب قرفة في منطقة الأوراس حيث طلبوا الأمن من يحيى الأوراسي و حملوا راية إخوانه في الحرب بعدما إمتهنوا اللصوصية في عهد مضى.

### حياتها
عاشت الأميرة علجية بنت السلطان بوعزيز بن نصر (1704-1739)، زعيم الجمهورية الرعوية، في فترة الحرب الاهلية التونسية التي تلت إغتيال الباي التونسي مراد الثالث حيث كانت علجية تعتبر قريبته بحكم أنّ مراد باي الثالث هو حفيد شيخهم سلطان، وكبرت وهي ناقمة على العثمانيين الذين قاموا بتعذيبه و محاولة فقع عينيه ، كما ان مشاكل والدها الكثيرة مع العثمانيين في قسنطينة و سجنهم لشقيقها الأكبر إبراهيم في سجن القصبة، جعلاها تكبر في جو مشحون بمشاعر العدائية نحو الحكام العثمانيين.

## الحرب
كان السلطان بوعزيز، المعروف بدهائه و مكره مرتقبا للهجوم العثماني من الشرق و الغرب فأراد إستباق الأحداث حيث ترك إبنه طرّاد مرابطا على رأس فرسان الحنانشة بقلعة سنان بينما إتجه هو برفقة الحاجة فاطمة نحو الأوراس لحشد المدد من بوضياف شيخ بلزمة الذي وعده بذلك ثم أكمل بوعزيز مسيره نحو إمارة بني عبّاس فعقد تحالفًا مع شيخ مجانة بورنان المقراني و زوّجه إبنته التي قبلت بذلك بعدما رفضت سابقا الزواج من باي تونس حسين بن علي، و بينما هو كذلك فإن التحالف العثماني كان بالفعل قد أغار على أقاليم الحنانشة في معركة فج مراو سنة 1724 ثم الهجوم المعاكس في جبل وسلات.

### بزوغ علجية
شاهدت علجية مقتل أخيها طرّاد ضد المحلاّت العثمانية التي تفوقهم عددًا بعدما حاول تشجيع فرسان الحنانشة على المقاومة و ربح الوقت إلى حين وصول المدد فإنطلق نحو العدو و قاتلهم إلى ان لقي حتفه فإنهارت علجية أمام جلالة الوقع حيث يروي الرحالة الفرنسي بايصونال، الذي شهد المعركة قائلاً أنها إلتحفت أبهى ثيابها و إمتطت صهوة حصانها مع باقي النسوة و صرخت في رجال قومها حتى إستثارت فيهم حمية الفرسان ليقاتلوا جموع الاتراك.
| «سيأتي الأتراك قريبا لإنتهاك حرماتنا تحت انظاركم، فلنذهب نحن لنبيع أنفسنا غاليا في المعركة أشرف لنا من أن نبقى بجانب هؤلاء الجبناء!!» |
| صراخ الأميرة علجية في قومها بالنفير العام لحماية الشرف في معركة فج مراو سنة 1724                                                      |

| «يا أبناء نصر إنكم رضعتم حليبا واحدًا فإثبتوا!!»                        |
| صرخة الأميرة علجية في رجال قومها ليقتدوا بشجاعة شقيقها طرّاد في المعركة |

و في مقطع آخر يؤرخ للأميرة علجية نقله المؤرخ الفرنسي شارل فيرو يذكر الشعر القبلي بطولاتها هي و شقيقها طرّاد فنظمت الأشعار:

### أحداث لاحقة
إستمرت فترة الحروب بين فج مراو و جبل وسلات 18 شهرًا و بإستثناء ذلك سكتت المصادر التاريخية عن إسم علجية في أي أحداث بعد المعركة حيث لم تتزوج من أي فارس محلي أو باي تونسي أو تركي، رغم كثرة مصاهرات أسرتها مع الأسر الحاكمة في المنطقة كما لم تُذكر علجية في أي من دفاتر الإحسانات خلال عهد أخيها الشيخ إبراهيم (1755-1772) رغم ورود ذكر إسم والدتها الحاجة فاطمة.

## في الثقافة الشعبية
سنة 2017 صرّح المنتج السنمائي التونسي طارق بن عمار أنّه مهتم بإنتاج فيلم يتناول قصة البطلة علجية بنت بوعزيز مدفوعا بإنبهاره ببطولتها.